# Westley (California)
Westley es un lugar designado por el censo (en inglés, census-designated place, CDP) situado en el condado de Stanislaus, California, Estados Unidos. Según el censo de 2020, tiene una población de 575 habitantes.
Casi la totalidad de los habitantes son de origen hispano o latino.

## Geografía
La localidad está ubicada en las coordenadas 37°32′49″N 121°12′3″O / 37.54694, -121.20083 (37.546908, -121.200915). Según la Oficina del Censo, tiene un área de 0.88 km², correspondientes en su totalidad a tierra firme.

## Demografía

### Censo de 2020
Según el censo de 2020, el 37.6% de los habitantes son blancos, el 1.2% son afroamericanos, el 0.7% son asiáticos, el 2.6% son amerindios, el 47.5% son de otras razas y el 10.4% son de una mezcla de razas. Del total de la población, el 94.3% son hispanos o latinos de cualquier raza.

### Censo de 2000
Según la Oficina del Censo, en 2000 los ingresos medios de los hogares de la localidad eran de $20,417 y los ingresos medios de las familias eran de $21,458. Los hombres tenían ingresos medios por $16,691 frente a los $23,750 que percibían las mujeres. Los ingresos per cápita para la localidad eran de $6,137. Alrededor del 64.9% de la población estaba por debajo del umbral de pobreza.

### Estimación 2017-2021
De acuerdo con la estimación 2017-2021 de la Oficina del Censo, los ingresos medios de los hogares y de las familias de la localidad son de $42,105. Alrededor del 5.0% de la población está por debajo del umbral de pobreza.